# زاوية سيدي المختار (بني علي)
زاوية سيدي المختار هو دُوَّار يقع بجماعة فزواطة، إقليم زاكورة، جهة درعة تافيلالت في المملكة المغربية. ينتمي الدوّار لمشيخة بني علي التي تضم 20 دواوير. يقدر عدد سكانه بـ 386 نسمة حسب الإحصاء الرسمي للسكان والسكنى لسنة 2004.

## روابط خارجية
- البوابة الوطنية للجماعات الترابية نسخة محفوظة 12 مارس 2018 على موقع واي باك مشين.
- المندوبية السامية للتخطيط